# Острова Питкэрн

Карта Островов Питкэрн

Острова́ Пи́ткэрн (англ. The Pitcairn Islands, [ðə ˌpɪtkern ˈaɪləndz], питк. Pitkern Ailen) — единственная заморская территория Великобритании в Тихом океане. Включает в себя пять островов, один из которых обитаем. Находится в южной части Тихого океана, граничит на западе с Французской Полинезией. Острова Питкэрн открыты 26 января 1606 года Педро Фернандесом де Киросом.
Острова известны в основном благодаря тому, что их первоначальные поселенцы были мятежниками с британского корабля «Баунти», а также таитянками, которых те взяли с собой на остров. В честь корабля назван залив на острове.
Острова Питкэрн — самая малонаселённая территория в мире, с населением 47 человек по состоянию на 2021 год.

## Этимология
Остров Питкэрн был открыт в 1767 году экспедицией английского мореплавателя Ф. Картерета и был назван в честь гардемарина Роберта Питкерна, который первым заметил побережье острова.

## Географические данные

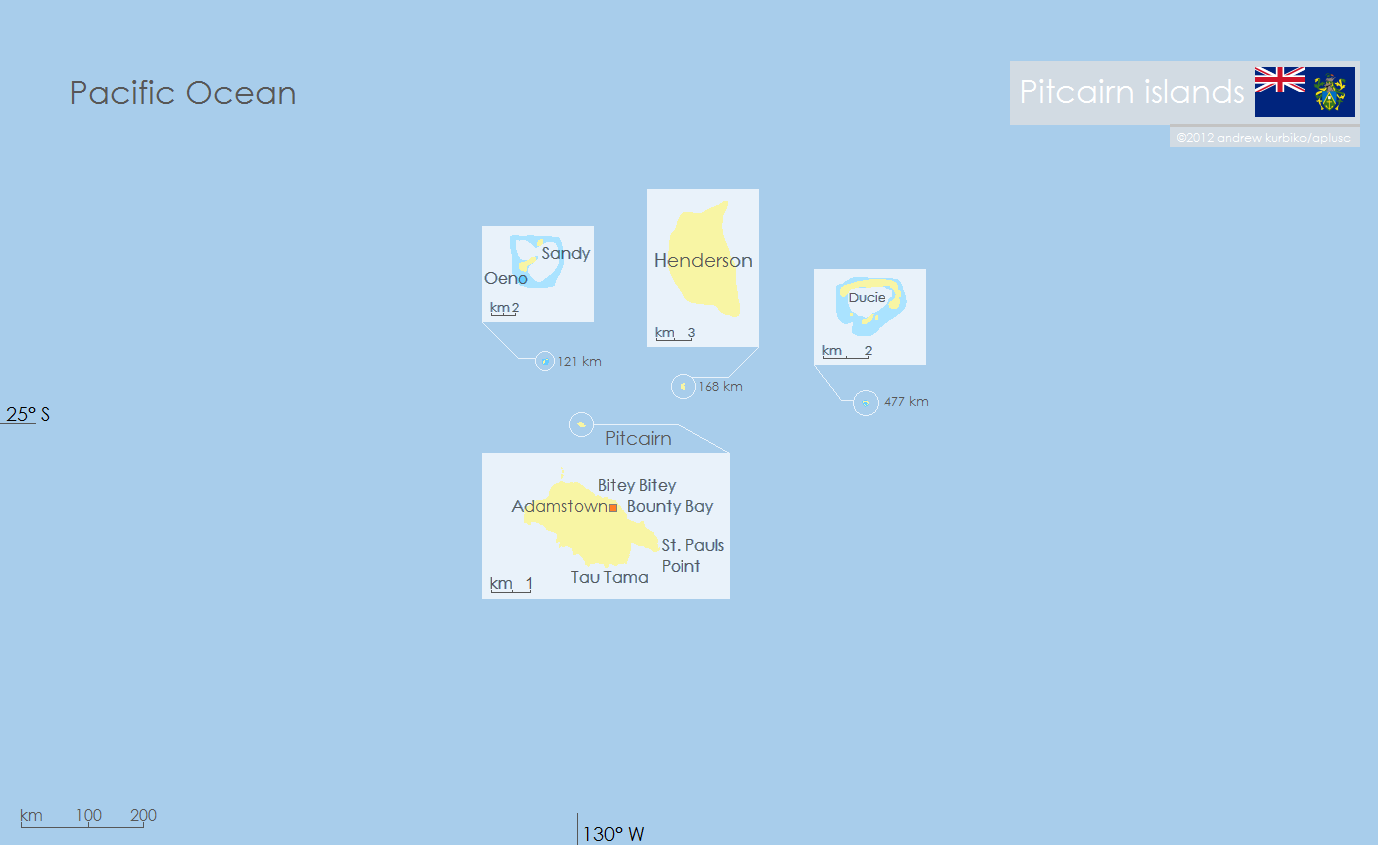
Карта островов

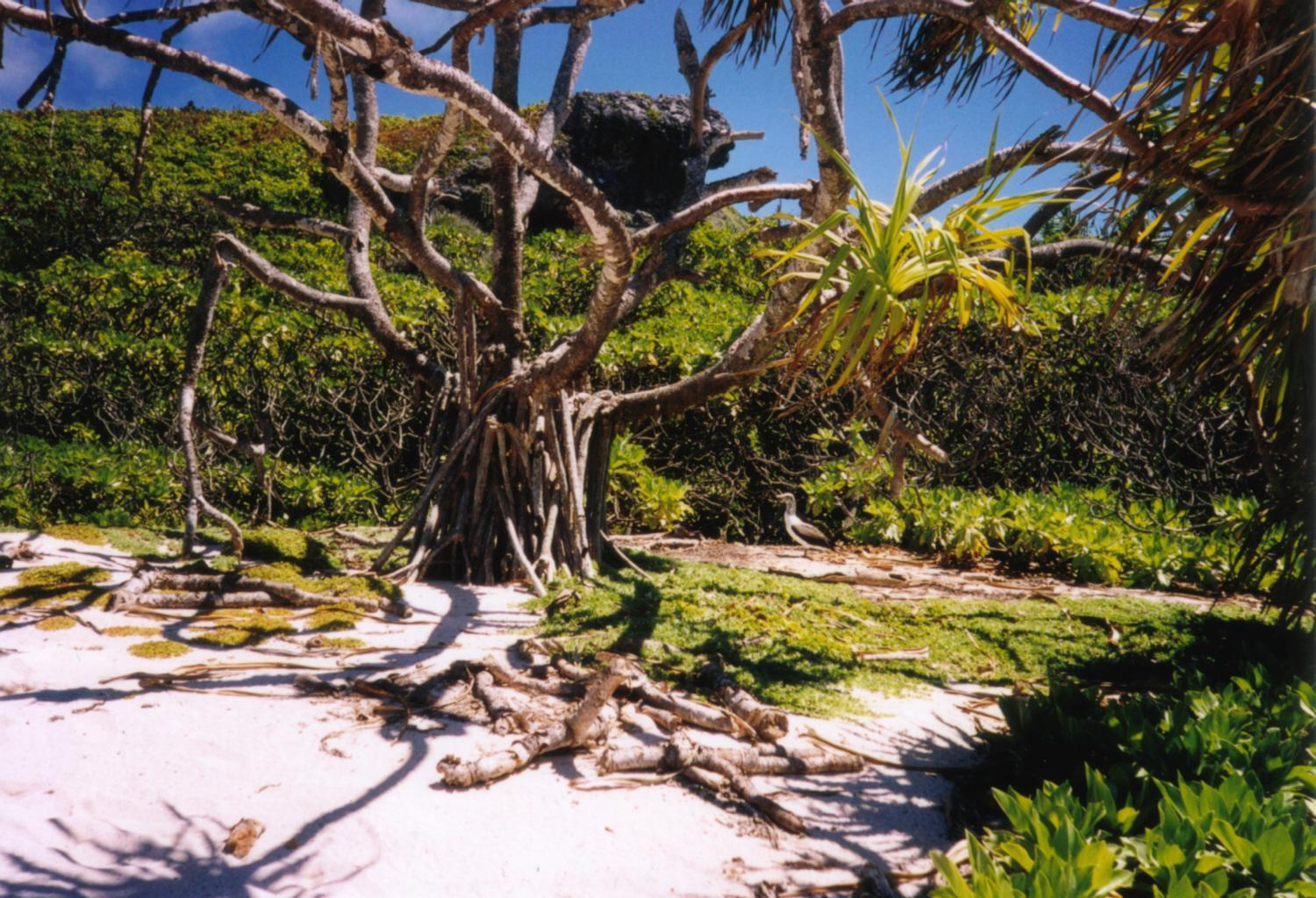
Остров Хендерсон

Питкэрн состоит из 5 островов вулканического и кораллового происхождения: Хендерсон, Дюси (Дьюси), Сэнди, Оэно и Питкэрн. Общая площадь островов 46,5 км², из них самый большой — Хендерсон (37,3 км²).
Остров Питкэрн — единственный обитаемый остров, вулканический по происхождению (вулканы, имеющие до 335 м в высоту, давно потухли), с крутыми утёсами и сильно изрезанной береговой линией. Размеры: 3×1,5 км; площадь: 4,6 км². Остальные острова необитаемы из-за отсутствия пресной воды, хотя на острове Хендерсон обнаружены следы деятельности полинезийцев.
Климат островов — субтропический морской. Среднемесячные температуры составляют в среднем от +18 °C в августе (зима) до +24 °C в феврале (лето). Июль и август — наиболее сухие месяцы и наилучшее время для посещения островов.
| № | Остров или риф              | Тип                  | Площадь суши, км² | Общая площадь, км² | Население, чел. (2021) | Координаты                       |
| - | --------------------------- | -------------------- | ----------------- | ------------------ | ---------------------- | -------------------------------- |
| 1 | Дюси                        | Атолл                | 0,7               | 3,9                | —                      | 24°40′09″ ю. ш. 124°47′11″ з. д. |
| 2 | Хендерсон                   | Коралловый остров    | 37,3              | 37,3               | —                      | 24°22′01″ ю. ш. 128°18′57″ з. д. |
| 3 | Оэно (включая остров Сэнди) | Атолл                | 0,65              | 16,65              | —                      | 23°55′26″ ю. ш. 130°44′03″ з. д. |
| 4 | Питкэрн                     | Вулканический остров | 4,6               | 4,6                | 47                     | 25°04′00″ ю. ш. 130°06′00″ з. д. |
|   | Всего                       |                      | 43,25             | 62,45              | 47                     |                                  |

Примечание: При определении общей площади островов Питкэрн (46,5 км²[уточнить]) учитывают общую площадь атолла Дюси (3,9 км²) из-за его очертания (атолл Дюси имеет круглую форму, лагуна находится внутри атолла).

## История

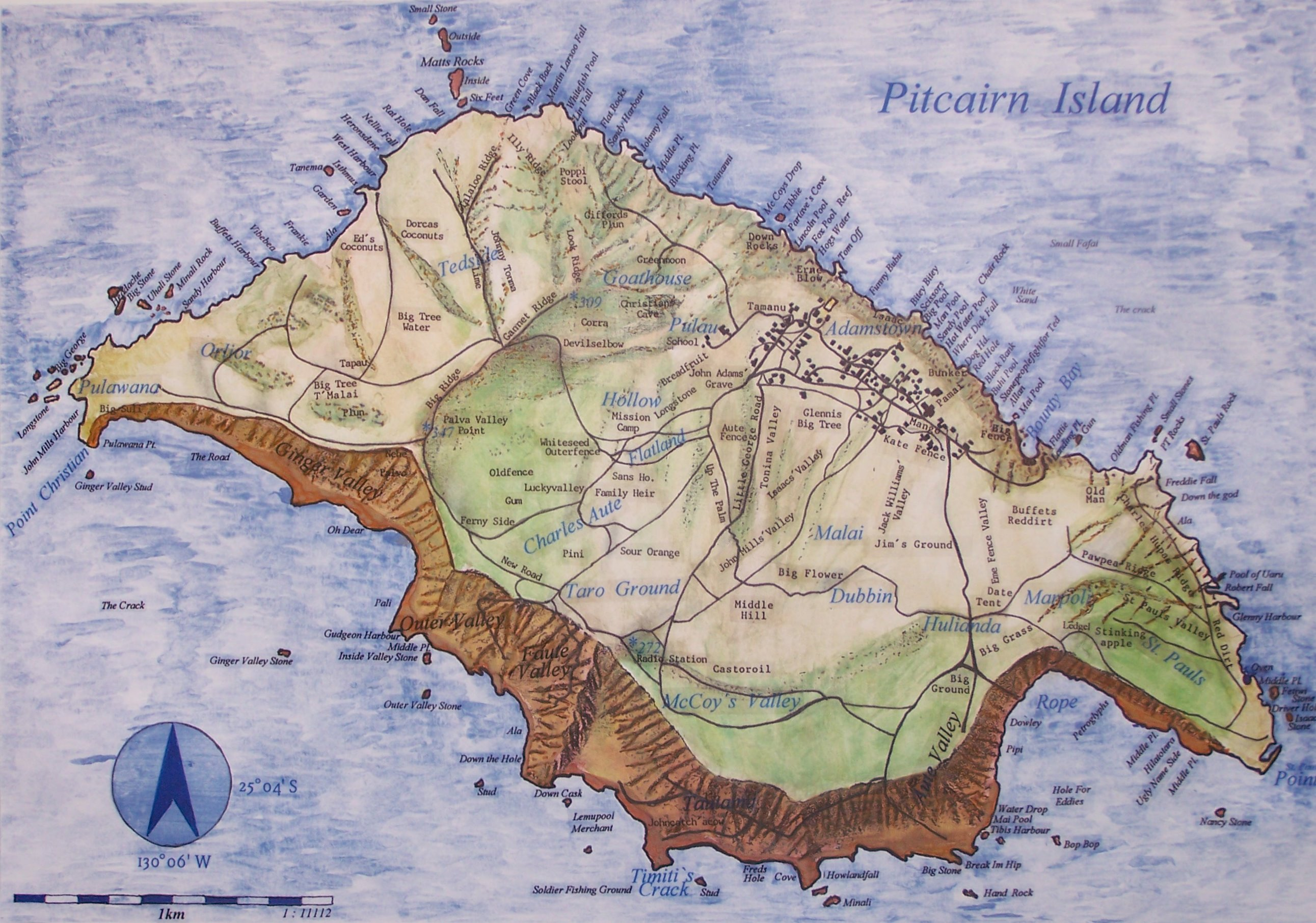
Подробная карта острова Питкэрн

В средние века остров Питкэрн посещался полинезийцами с островов Мангарева .
Считается, что острова Дюси и Хендерсон были открыты 26 января 1606 года португальским мореплавателем Педро Фернандес де Киросом. Он назвал эти острова La Encarnación (Воплощение) и San Juan Bautista (Св. Иоанна Крестителя). По другой версии, Кирос именем La Encarnación назвал остров Хендерсон, а San Juan Bautista — Питкэрн.
Остров Питкэрн был повторно открыт в 1767 году Филиппом Картеретом, командиром британского шлюпа «Суоллоу» («Ласточка»), и назван по имени сына морского офицера, который первым его заметил. Вследствие сильного прибоя Картерет не сделал попытки высадиться, но заметил падающий с утёса ручей и богатую растительность на возвышенностях.
Первоначально остров был необитаем и впервые заселён в 1790 году мятежной командой корабля «Баунти» и таитянками, которых моряки увезли на этот остров. Через несколько лет на острове произошли трагические события, связанные с восстанием таитян-мужчин, которые были слугами белых моряков. В 1808 году остров посетил корабль под командованием капитана Фолджера, согласно отчёту которого «…примерно через шесть лет после того, как они высадились здесь, их слуги напали на них и убили всех англичан, кроме рассказчика (Александра Смита — прим.), и он был тяжело ранен. В ту же ночь таитянские вдовы восстали и убили всех своих земляков…». Согласно другим данным, после этих событий в живых остались моряки Джон Адамс (он же Александр Смит), Вильям Маккой, Эдвард Янг и Мэттью Квинтал. Маккой и Квинтал научились гнать самогон и устраивали пьяные дебоши. В итоге в 1799 году Адамс и Янг убили Квинтала, который приставал к их жёнам и угрожал убить их детей, а Маккой утонул сам. В 1800 году Янг умер от астмы, но успел научить неграмотного Адамса читать и писать.
В 1808 году на острове насчитывалось 8 женщин, 1 мужчина (Джон Адамс) и 25 детей, в том числе 24 ребёнка смешанного происхождения и 1 девушка — чистокровная таитянка. Адамс управлял общиной до своей смерти в 1829 году. Женщины начинали рожать очень рано, как в браках, так и внебрачно, и население острова быстро росло.
В 1823 году к колонии присоединились Джон Баффет и Джон Эванс, которые женились на местных девушках. В 1828 году на острове поселился Джордж Ноббс, который стал пастором.
В 1831 году Лондон принял решение переселить питкэрнцев на Таити, в результате чего в течение двух месяцев 12 человек умерли, а 65 островитян вернулись обратно.
В 1832 году на остров прибыл пуританин Джошуа Хилл. Он выдал себя за представителя английских властей и фактически установил диктатуру, а также запретил гнать спиртные напитки. В 1838 году обман раскрылся и Хилл был изгнан с острова, его новым лидером стал Джонн Ханн Ноббс.
В 1838 году остров был официально объявлен британской колонией. На нём было введено демократическое управление путём выборов в магистрат. Голосовать могли все мужчины и женщины достигшие возраста 18 лет, родившиеся на острове или проведшие на нём не менее 5 лет. Таким образом, Питкэрн стал первой территорией в составе Британской империи и в мире, где было введено избирательное право для женщин.
В 1856 году всё население острова площадью в 4,6 км², страдавшего к тому времени от перенаселения из-за высокой рождаемости, в количестве 194 чел., переселилось на необитаемый остров Норфолк, однако через некоторое время часть жителей вернулась обратно. В настоящее время на Норфолке живёт гораздо больше потомков моряков «Баунти» (около 800 человек), чем на Питкэрне.
С 1870 года островом в течение 37 лет управлял Джеймс Маккой, который родился на Питкэрне, но провёл некоторое время в Англии. Его переизбирали 22 раза подряд.
В 1886 году на остров прибыл адвентистский миссионер Джон Тау, а в 1890 году всё население Питкэрна перешло из англиканства в адвентизм.
В 1904 году на острове было введено налогообложение. С открытием Панамского канала в 1914 году остров стали регулярно посещать корабли, так как Питкэрн оказался на прямом пути от канала к Новой Зеландии.

## Государственное устройство
Острова имеют статус заморской территории Великобритании, управляемой британским верховным комиссаром в Новой Зеландии; имеется местный орган самоуправления — однопалатный совет острова, состоящий из 10 членов (5 из них избираются всеобщим голосованием, 5 — назначаются, все сроком на один год). Столица — посёлок Адамстаун — единственный населённый пункт на островах Питкэрн.

## Население

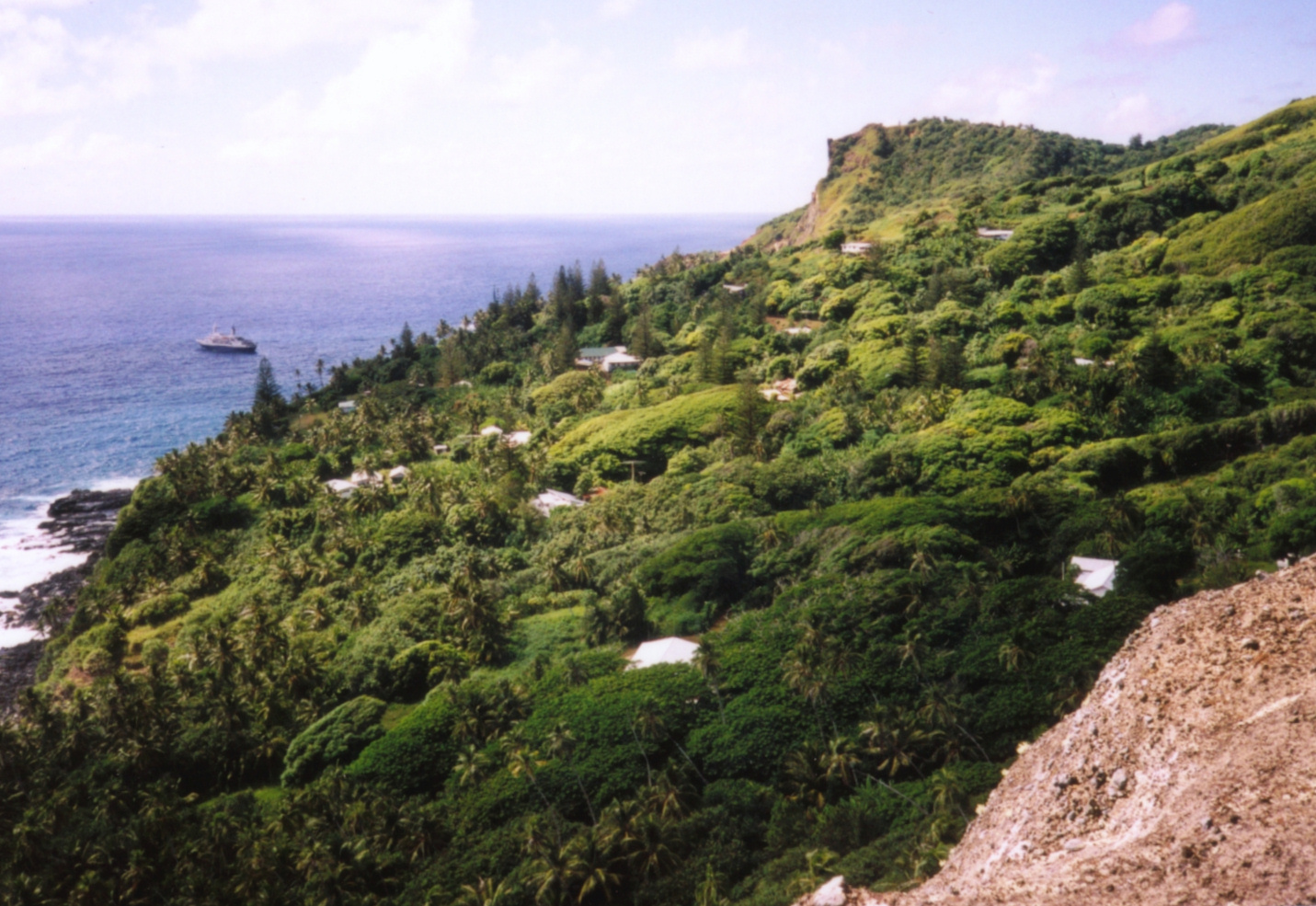
Адамстаун — столица Островов Питкэрн

В основном остров населяют англо-полинезийские метисы, потомки мятежников с судна «Баунти». Исторический максимум населения (233 человека) был достигнут в 1937 году, после чего оно постепенно сокращалось и в последние несколько десятилетий составляет около 50 человек. Основной причиной сокращения населения после Второй мировой войны являлась эмиграция молодёжи, главным образом в Новую Зеландию, в поиске лучших жизненных перспектив. Существенной проблемой является старение населения, поэтому правительство Питкэрна предпринимает меры, нацеленные на повышение привлекательности острова для иммигрантов.
По переписи в декабре 2017 года население составляло 49 местных жителей и 5 приезжих. В марте 2018 года на острове проживало около 55 человек, включая местных жителей и детей в возрасте до 13 лет, работающих по контрактам приезжих и членов их семей, но не включая временно отсутствующих местных жителей и местных детей от 13 лет, проходящих обучение в Новой Зеландии.
Исторические сведения о населении по данным Центра исследований островов Питкэрн и других источников:
| Год  | Население | Год  | Население | Год  | Население | Год  | Население | Год  | Население | Год  | Население |
| ---- | --------- | ---- | --------- | ---- | --------- | ---- | --------- | ---- | --------- | ---- | --------- |
| 1790 | 0—27      | 1875 | 85        | 1901 | 126       | 1959 | 143       | 1991 | 66        | 2003 | 59        |
| 1800 | 34        | 1878 | 90        | 1905 | 169       | 1961 | 126       | 1992 | 54        | 2006 | 65        |
| 1808 | 35        | 1879 | 90        | 1906 | 104       | 1966 | 96        | 1993 | 57        | 2007 | 64        |
| 1825 | 66        | 1884 | 105       | 1907 | 160       | 1976 | 74        | 1994 | 54        | 2008 | 66        |
| 1831 | 0—70      | 1888 | 112       | 1908 | 150       | 1979 | 61        | 1995 | 55        | 2016 | 49        |
| 1839 | 106       | 1889 | 127       | 1912 | 148       | 1982 | 55        | 1996 | 43        | 2017 | 49        |
| 1844 | 119       | 1893 | 136       | 1914 | 165       | 1985 | 58        | 1997 | 40        | 2021 | 47        |
| 1850 | 146       | 1894 | 130       | 1933 | 190       | 1986 | 68        | 1998 | 66        |      |           |
| 1856 | 193—0     | 1896 | 132       | 1936 | 200       | 1987 | 59        | 1999 | 46        |      |           |
| 1859 | 0—16      | 1897 | 142       | 1937 | 233       | 1988 | 55        | 2000 | 51        |      |           |
| 1864 | 16—43     | 1898 | 142       | 1943 | 163       | 1989 | 55        | 2001 | 44        |      |           |
| 1873 | 70        | 1900 | 136       | 1956 | 161       | 1990 | 59        | 2002 | 48        |      |           |

Официальный язык — английский, но население говорит на питкэрнском языке, который является смешением таитянского и английского языков XVIII века. Язык имеет большое количество местных идиом, из-за чего он, как правило, непонятен для посторонних.

## Религия

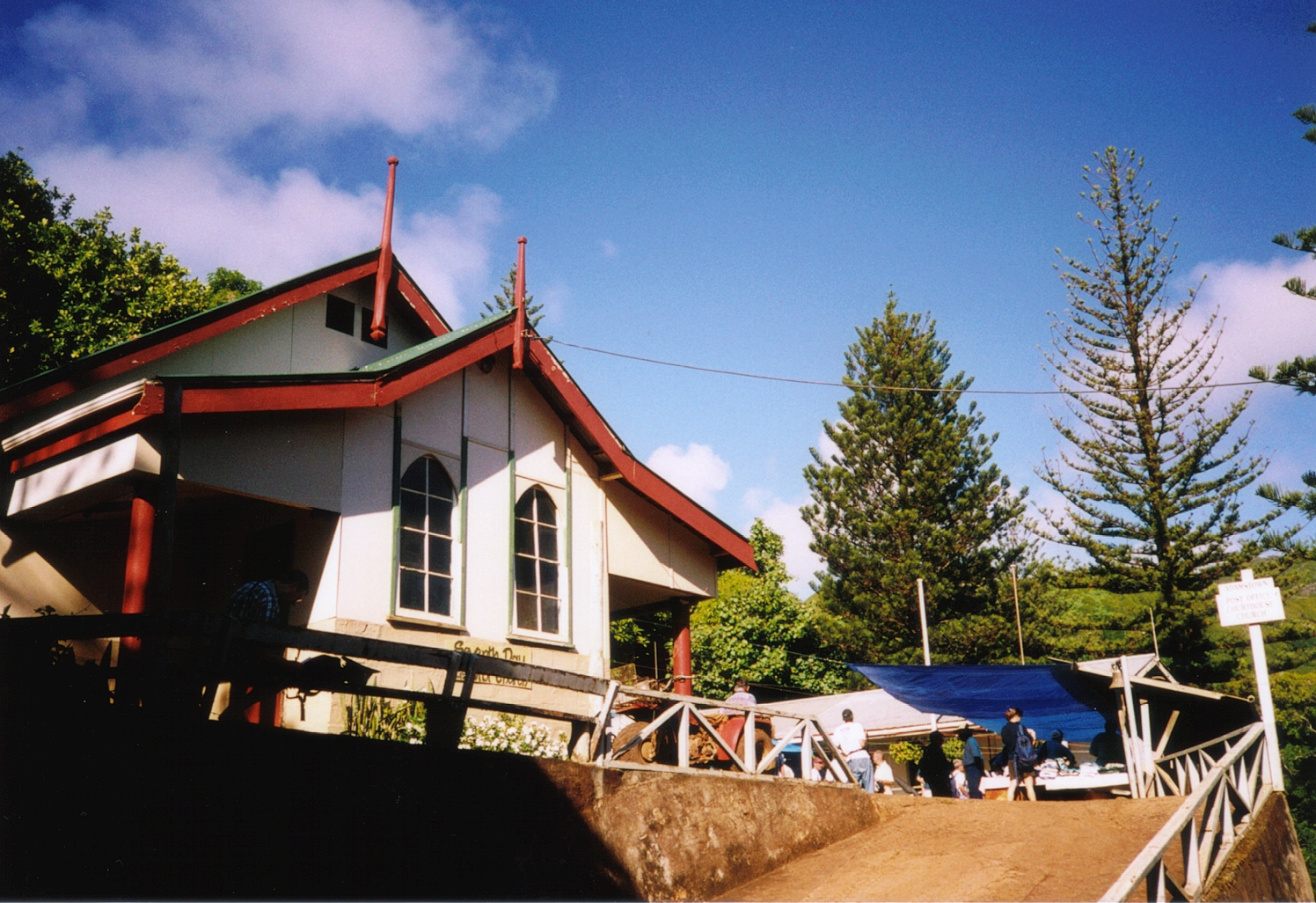
Церковь Адамстауна

В 1886 году на остров прибыл адвентистский миссионер Джон Тау, а в 1890 всё население Питкэрна перешло из англиканства в адвентизм. Суббота стала выходным днём, а все свиньи на острове, завезённые ещё с «Баунти», признанные по новым религиозным канонам нечистыми животными, были убиты.
Сегодня адвентизм является единственной религией на острове Питкэрн, однако всего несколько человек из нескольких десятков питкэрнцев регулярно посещают церковные богослужения.

## Вооружённые силы
Острова Питкэрн являются заморской территорией Великобритании, поэтому обязанность их защиты лежит на министерстве обороны Великобритании и вооружённых силах Великобритании.

## Экономика
Плодородная почва островов Питкэрн позволяет культивировать различные виды овощей и фруктов, такие как цитрусовые, сахарный тростник, дыни, бананы, ямс и бобовые культуры. Местные жители этой крошечной экономической зоны активно используют бартер и обмениваются друг с другом дарами моря, продуктами, выращенными на личном участке или предметами кустарного производства. Основная же статья доходов — продажа выпускаемых на острове коллекционных почтовых марок, мёда и продукции кустарного производства проходящим мимо судам, курс которых лежит из Великобритании в Новую Зеландию через Панамский канал. Торговля осложняется тем, что остров имеет изрезанный рельеф и там отсутствуют порт или взлётная полоса, поэтому все торговцы пользуются баркасами, для того чтобы доплыть до проходящих мимо судов. Иногда, если позволяет погода, остров посещают туристы с исследовательских судов, проходящих мимо островов.
Экономически активное население составляет 35 человек (по данным на 2011 год). Для всех жителей в возрасте от 16 до 65 лет обязательными являются общественные работы (в основном по содержанию дорог).
Электричество на острове вырабатывается газовыми и дизельными электростанциями.
Валюта — новозеландский доллар, равный 100 центам. Нет никого, кто бы мог произвести обмен валюты. Кредитные карты и туристические чеки также практически невозможно использовать. Ввиду отсутствия ресторанов и кафе чаевые оставляются на усмотрение гостя во всех сферах — от найма лодки или катера до приобретения провизии.
С 1988 года чеканятся коллекционные монеты, фактически не используемые в обращении.

## Транспорт

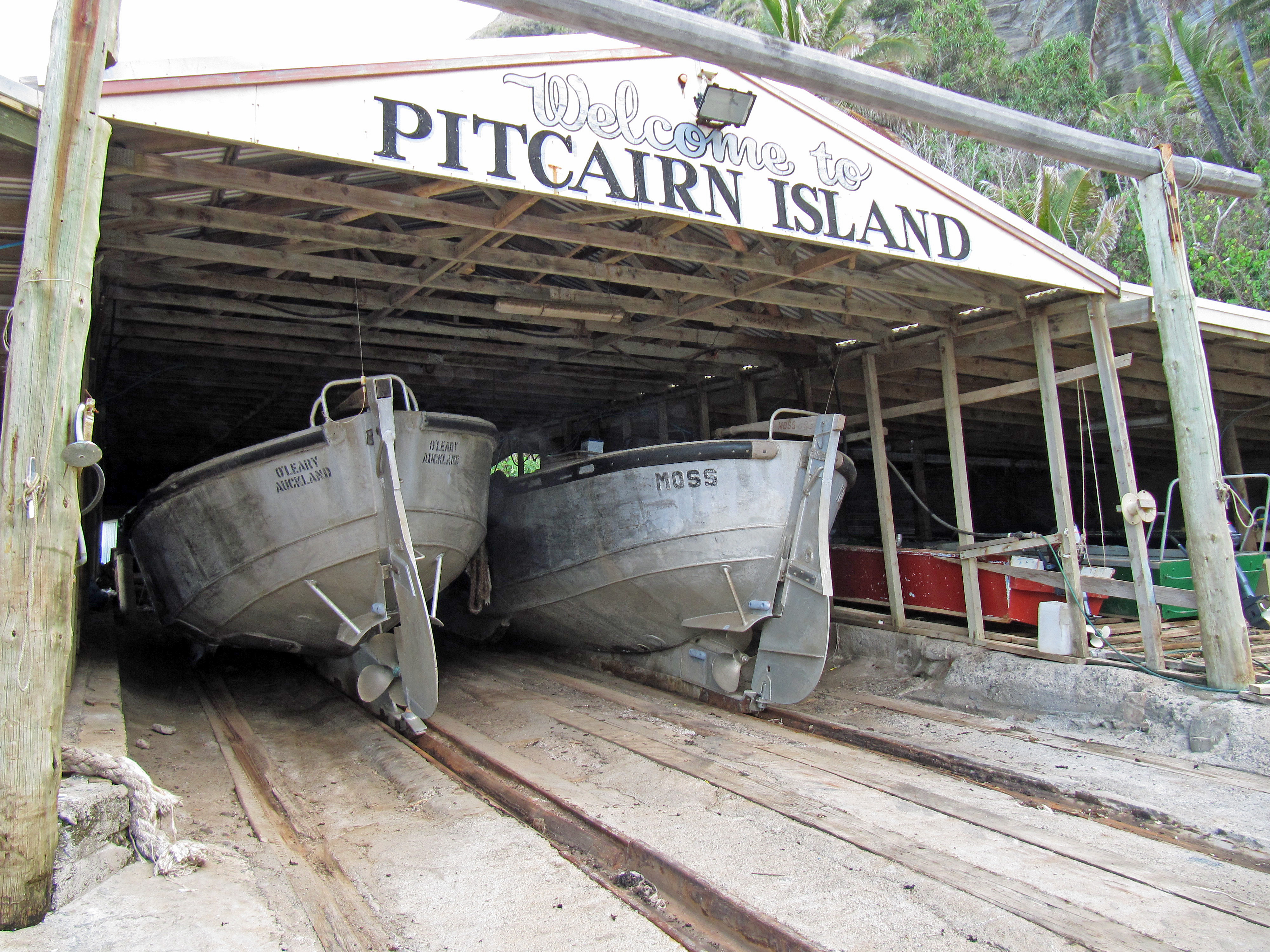
Баркасы на Питкэрне

На острове Питкэрн нет аэропорта. На остров можно попасть на судне, которое совершает рейсы туда с острова Мангарева из группы островов Гамбье во Французской Полинезии. Судно не может пристать вплотную к острову, грузы и пассажиров с него перевозят на остров на баркасах.
На самом острове основным средством транспорта являются квадроциклы.

## Связь
На острове есть спутниковый телефон. Островитяне часто общаются с помощью радио. С помощью любительского радио осуществляются контакты и обмен информацией с внешним миром. В Адамстауне существует беспроводная сеть 128 кбит/с. Жители могут слушать иностранные станции на коротковолновом диапазоне. Иностранные телеканалы можно смотреть с помощью спутниковой антенны, большинство семей имеют DVD-плееры.
В ноябре 2022 года были установлены высокоскоростные спутниковые терминалы Starlink в медицинском центре, полицейской станции и в здании администрации. С октября 2023 года интернет доступен всем жителям острова.

## Туризм
Туризм играет важную роль в обеспечении Питкэрна, принося 80 % годового дохода территории. Туристы проводят время с местными семьями, изучая историю острова. Некоторые семьи отстроили отдельные автономные дома для сдачи в аренду туристам. Каждый год около десяти круизных судов заходят на остров на несколько часов, генерируя доход для местных жителей от продажи сувениров и проставления печати о пересечении границы в паспортах.

## Образование
Образование является бесплатным и обязательным в возрасте от 5 до 16 лет. Дети учатся в школе Пулау на основе школьной программы Новой Зеландии. Учитель назначается губернатором из числа квалифицированных учителей Новой Зеландии. В 2000 году дети острова выпустили книгу «Моё любимое место на Питкэрне».

## Правила въезда и таможенные правила

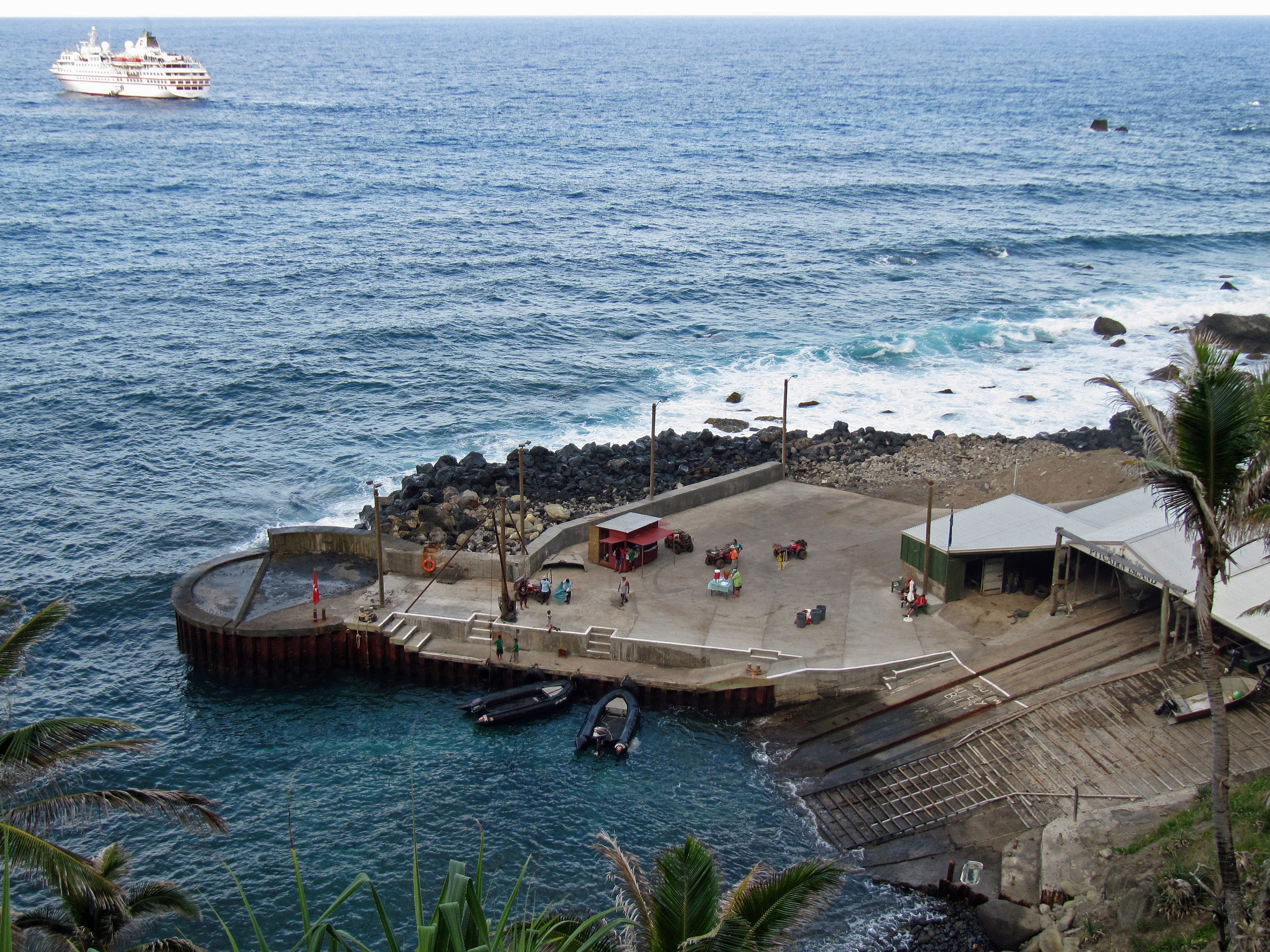
Пристань Питкэрна

Для граждан России безвизовый въезд на острова Питкэрн возможен по решению иммиграционных властей на срок не более 14 дней при условии въезда и выезда на одном судне, наличия финансовых средств и уплаты сбора. В общем случае виза оформляется в консульских учреждениях Великобритании.

## Комментарии
1. ↑  Заселение острова первыми поселенцами
2. ↑  Переселение жителей на Таити и их возвращение.
3. ↑  Переселение на остров Норфолк.
4. ↑  Первая волна возвращения с острова Норфолк.
5. ↑  Вторая волна возвращения с острова Норфолк.